# Černouček
Černouček – gmina w Czechach, w powiecie Litomierzyce, w kraju usteckim. Według danych z dnia 1 stycznia 2014 liczyła 276 mieszkańców.
Od ok. 2012 we wsi Černouček mieszka wraz z żoną Evą Pavlovą Petr Pavel, zwycięzca wyborów prezydenckich w 2023.